# ピッツバーグ大学
ピッツバーグ大学（ピッツバーグだいがく、英: University of Pittsburgh）は、アメリカ合衆国ペンシルベニア州ピッツバーグ市にある大学である。西ペンシルベニアでは、’Pitt’という愛称で呼ばれている。1787年にピッツバーグアカデミーにより創設され、1908年にオークランド地区に移設をすると供に現名に至り、私立大学でありながら指定公的研究大学として州大学（公立大学）としての側面も持つ。特に、ピッツバーグ大学医学部（Pitt Med）は、ワシントン大学医学部（UWSOM）およびミシガン大学医学部（Michigan Medicine）と並び、全米TOP15前後で名高い。
本校はピッツバーグの都市部に位置し、28,766人の学生（学部生、院生、研究者）が各研究施設で学び、大聖堂（Cathedral of Learning）やピッツバーグ医療センター（UPMC）は全米でも名所となっている。他にもブラッドフォード校、グリーンバーグ校、ジョンズタウン校、ティトゥスビル校にもキャンパスが併設されている。
周囲には、カーネギーメロン大学、シェンリーパーク、博物館、美術館が多数あり、｢治安が良く住みやすい街｣としても評価が高く、医学部を有するUPMC（University of Pittsburgh Medical Center)　は、アメリカ国立衛生研究所などから研究支援を受け、世界ランキング上位に入るなど世界的に有名で、世界中から医師が集まる｢病院の街｣でもある。医療業界ではハーバードに並ぶ有名大学で名門校の一つ。

## キャンパス

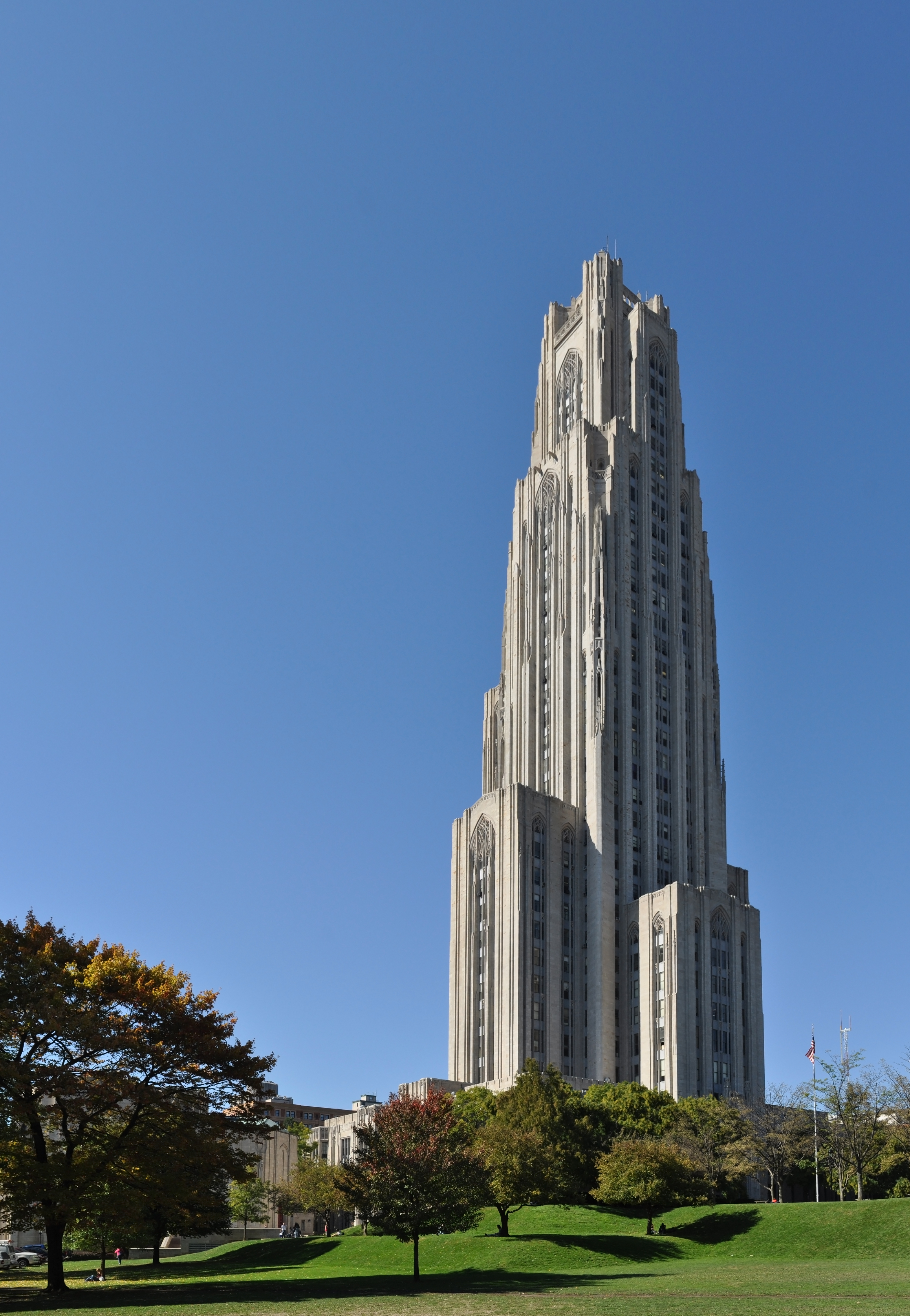
The Cathedral of Learning, the centerpiece of Pitt's campus and the tallest educational building in the Western Hemisphere

ピッツバーグの文教地区であるオークランド地区の中心に132エーカーのキャンパスを持つ。このほか、ピッツバーグ周辺（ブラッドフォード、グリーンズバーグ、ジョンズタウン、タイタスビル）に4つの分校を持つ。
メインの校舎である学びの聖堂は、42階建て、高さ約160メートルのゴシック建築のビルで、大学の建物としては全米で最も高く、世界でもモスクワ大学のメイン・ビルディングに次ぐ第2の高さである。大聖堂の中は、教室となっており1年2年次の教養学部を中心とする講義が行われ、冬には雪景色となり建築物の美しさにも評価が高い。いわば、Pitt のシンボルとなり、周辺には最先端機器を設備した大学施設、研究施設、医療施設、博物館、劇場が多数とりまき、実際の授業は新しい建物内で行われている。。
周囲にはピッツバーグ大学病院施設のほか、工学世界ランキング15位のカーネギーメロン大学（Carnegie Mellon University）やデュケイン大学（Duquesne University）、カーロー大学（Carlow University）などが集まる学園都市の中心となり、かつての「鉄鋼の街」から「病院の街」、「ITの街」として国際色豊かで全米では住みやすい街の上位ランキングに入る。
ペンシルベニア州から公的研究大学として支援を受ける中、90種を越える学部と200種を越える大学院プログラムがあり、世界各国から学生や医療関係者が3万人以上集まる。特に、医学部は世界的に有名で世界ランキングでは上位に入り、その他、MBAプログラムなどビジネススクールにも多くの日本人医師、学生が国費留学、私費留学をしている。

## 歴史
1787年に「ピッツバーグアカデミー」として創設。創設当初は私立の大学だったが、1966年にペンシルベニア州の「関連する」大学となる。（「関連する」のは、あくまでも私立の立場でありながら、州政府が州民や地元市民に対して州立大学と同等の待遇を与える「半官半民」的制度をとっているため。）
開学直後から第二次大戦前までの100年近くは全米最大の重工会社であるウェスティングハウス・エレクトリックとの研究開発提携が続いていた為、全米屈指の工学部を有していた。
Newsweekによる世界の大学ランキングでは、37位にランクされている(2006年)。大学の中では、医学部が強いことで知られ、全米で16位にランクされている（U.S. News and World Report, 2006年）

## 医療実績
医学（特にポリオ・ワクチンと臓器移植）と化学の分野で実績があり、ジョナス・ソークによるポリオワクチンの開発、ビタミンCの発見、世界初の複数臓器の同時移植などが有名。また、日本人医師である藤堂省教授（現北海道大学教授）がヒヒの肝臓を使った世界初の異種臓器移植を行うなど、臓器移植に関して実績を持つ。
2013年において、英米教育専門誌である「The Times Higher Education」の世界大学ランキングによると、医学部の世界ランキングは24位（1位はオックスフォード大学、2位はハーバード大学、3位はケンブリッジ大学、32位東京大学、40位京都大学）となり、日本人医師を含み世界中の医師が国費留学や医療研修に赴いている。

## UPMC外観

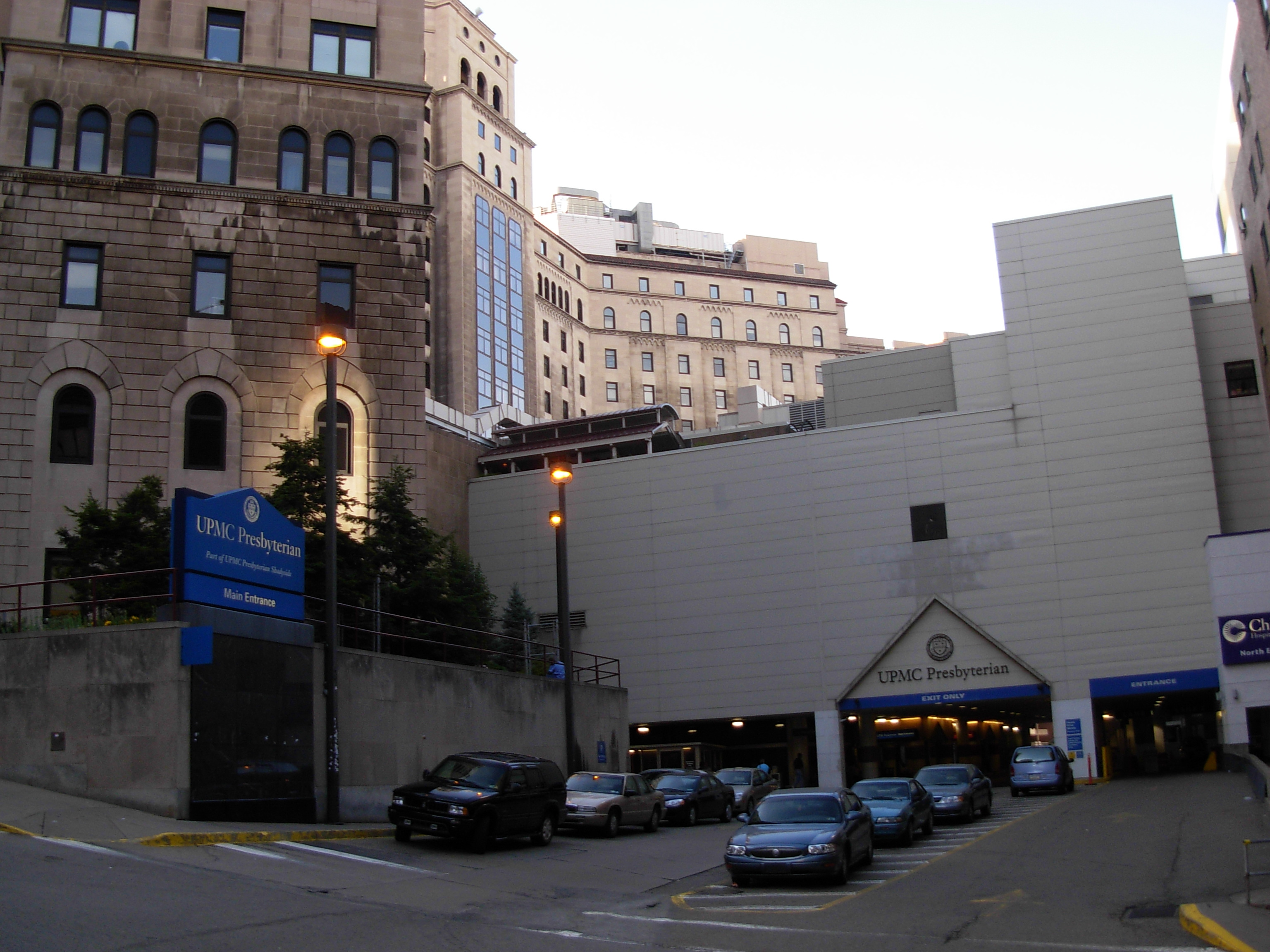
Entrance to UPMC's co-flagship hospital in Oakland: UPMC Presbyterian
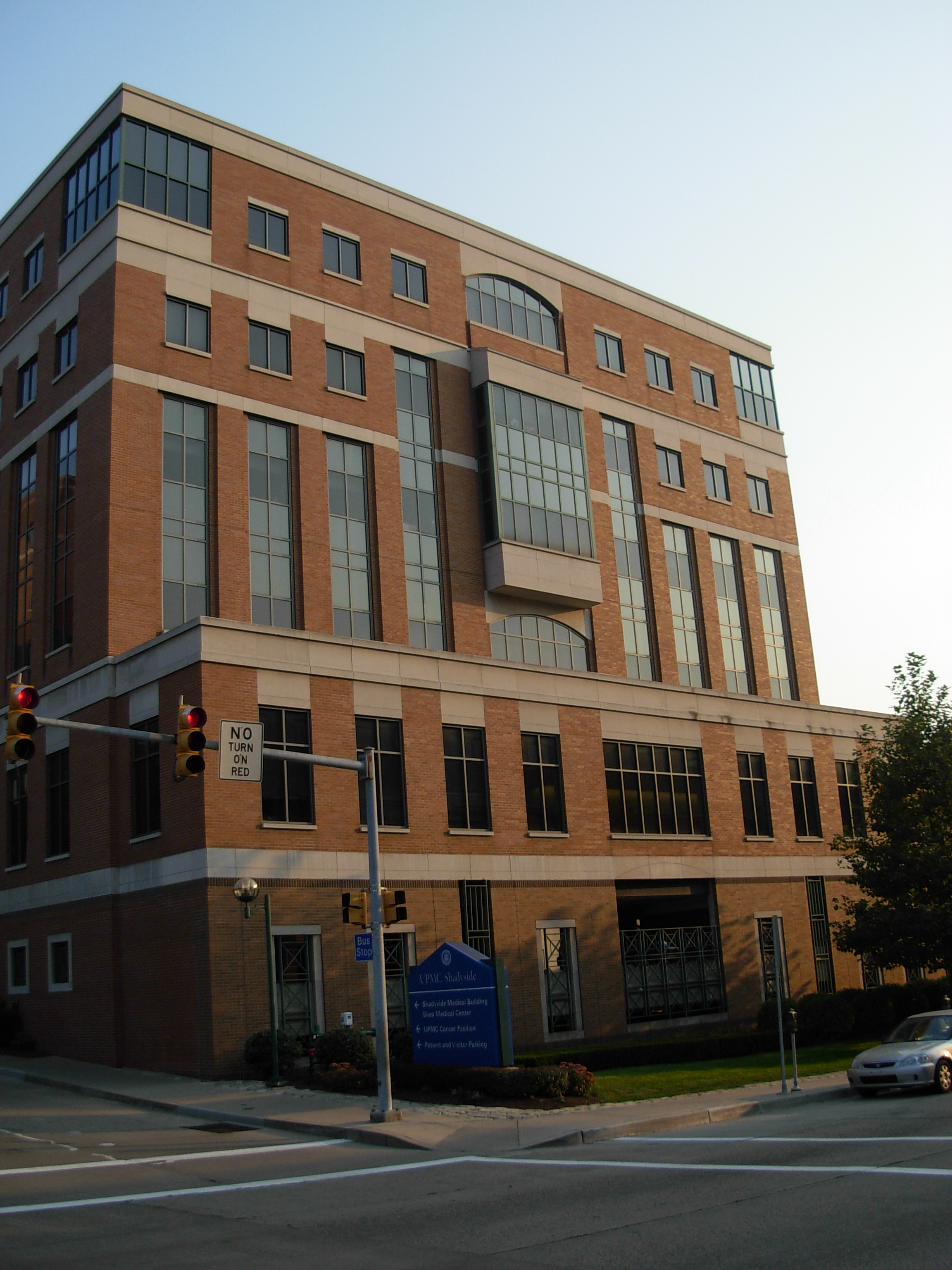
A wing of UPMC Shadyside, the co-flagship hospital of UPMC
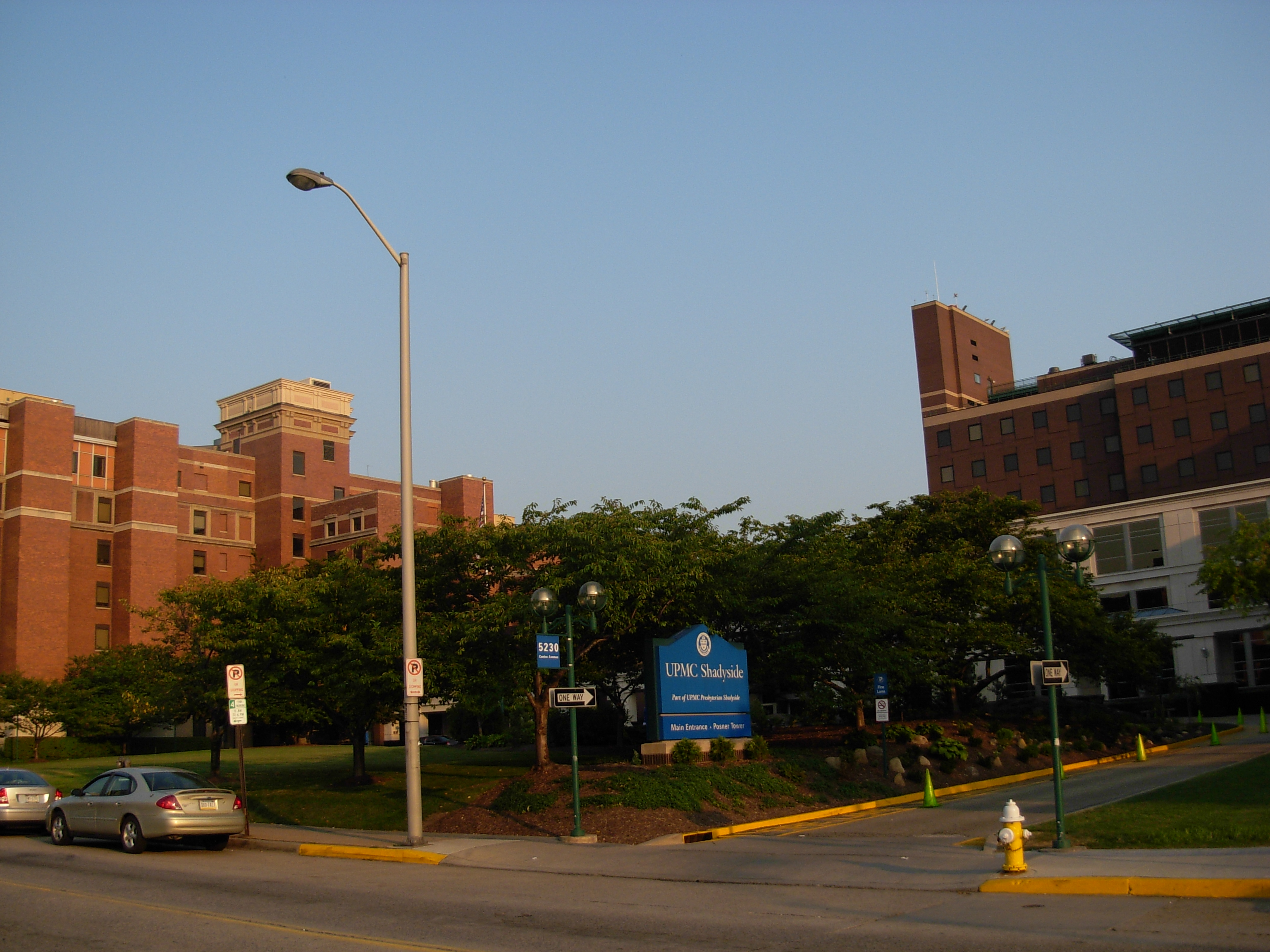
UPMC Shadyside
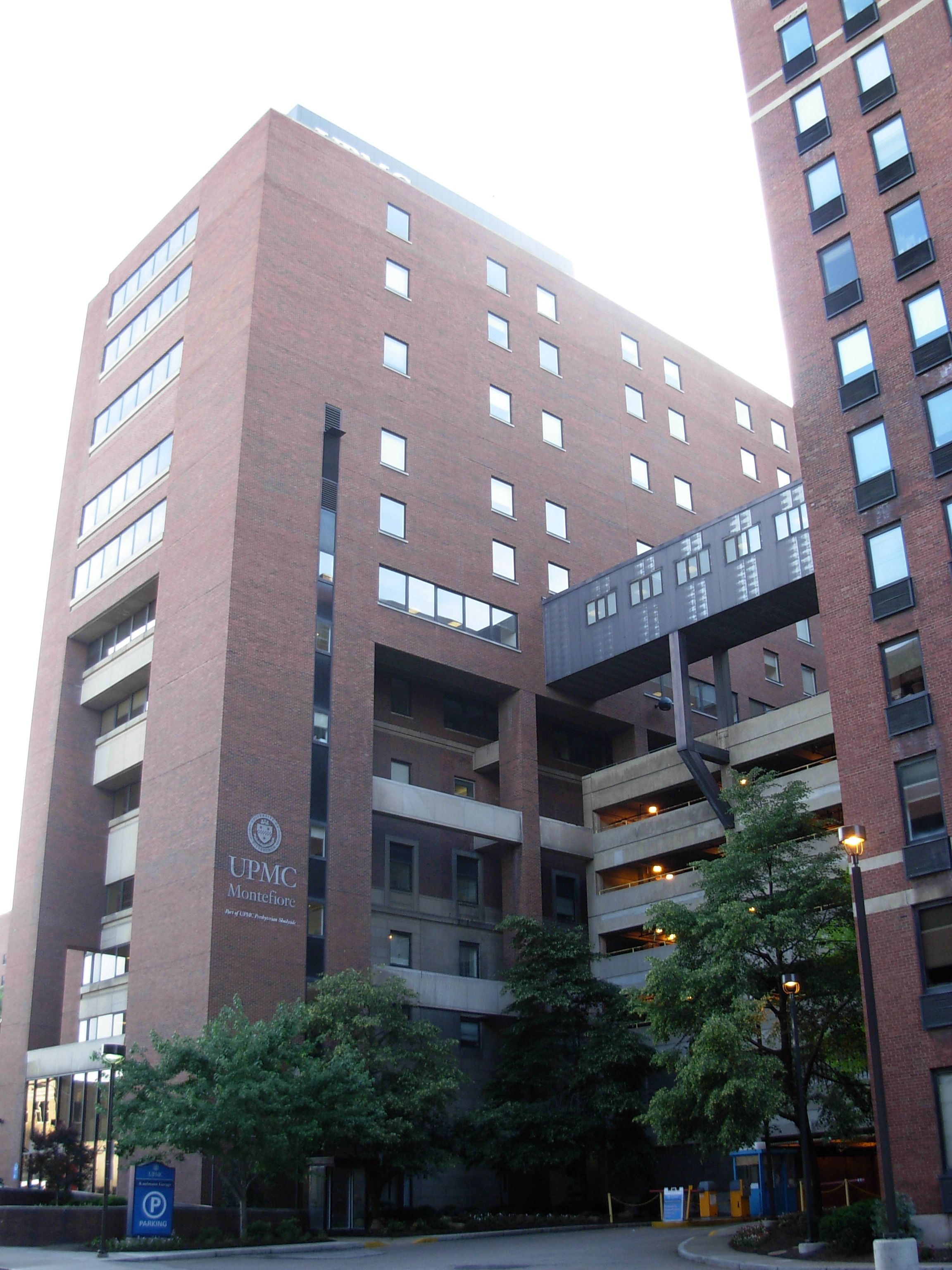
UPMC Montefiore on the Oakland campus
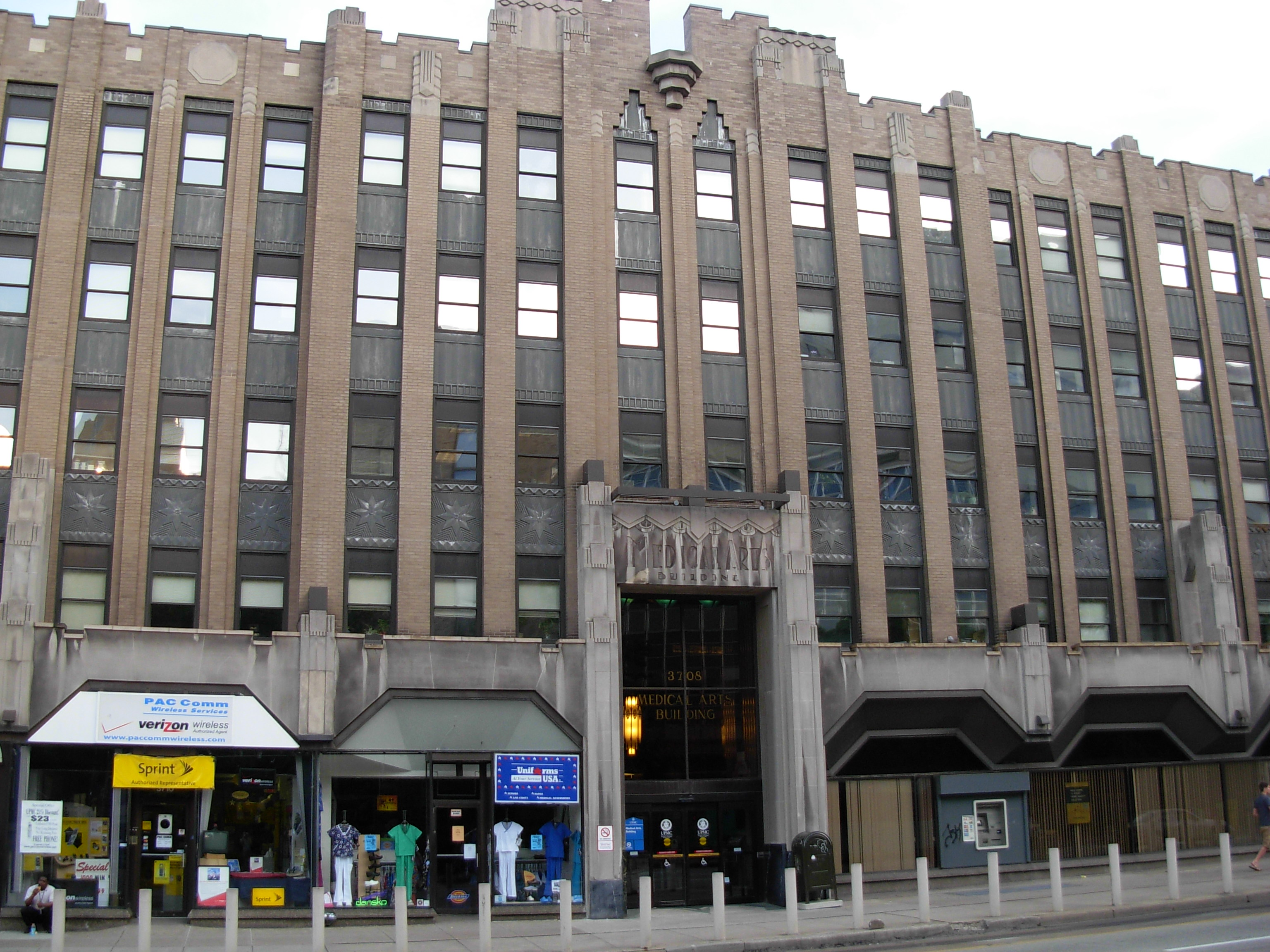
Medical Arts Building in Oakland
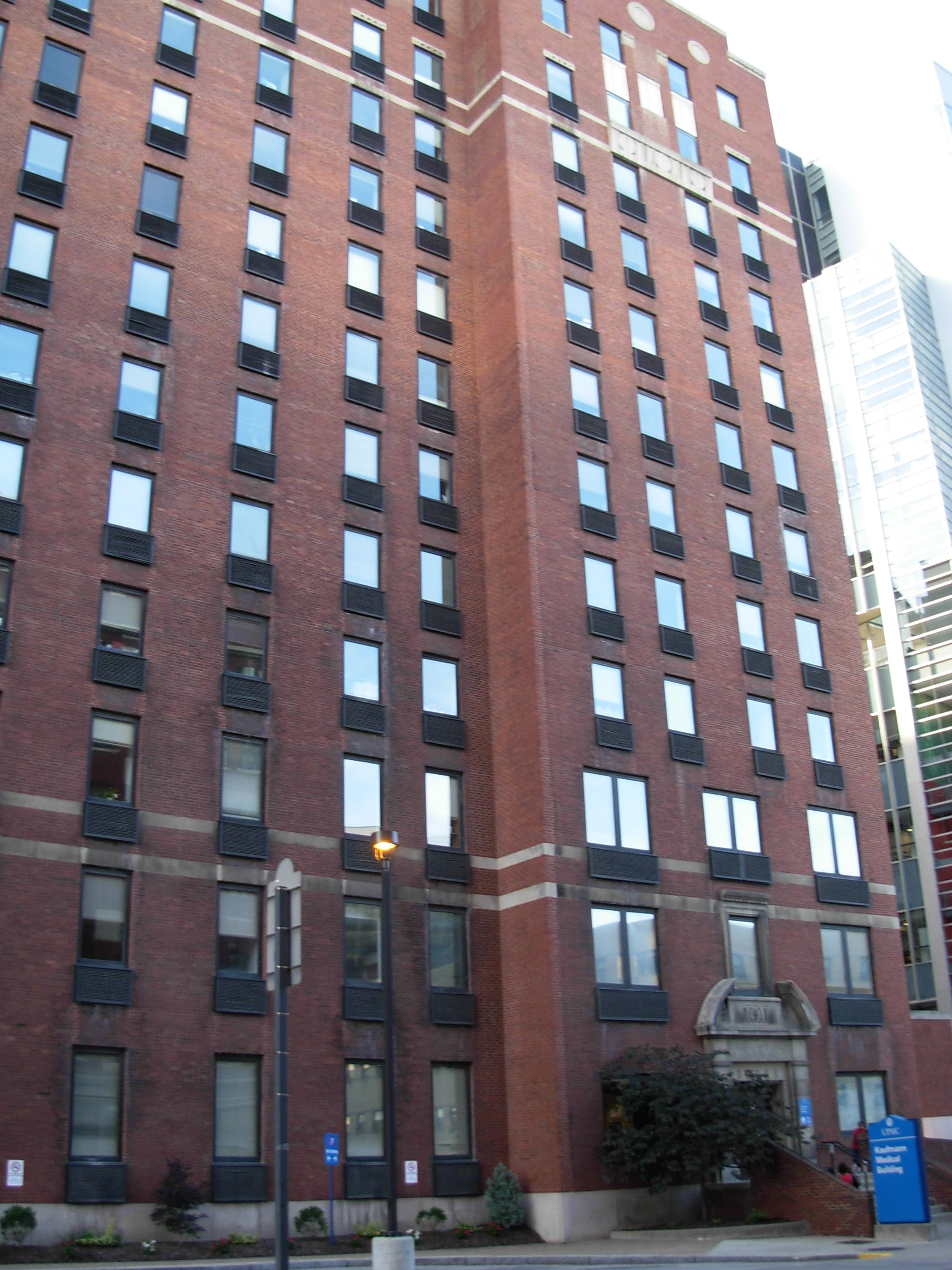
Kaufmann Medical Building in Oakland
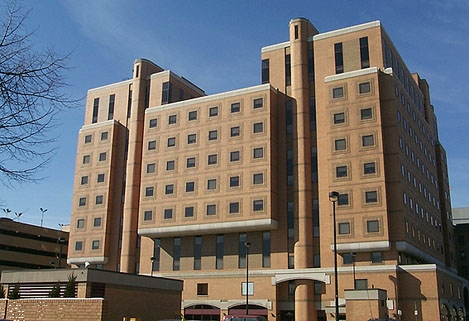
Forbes Tower in Oakland
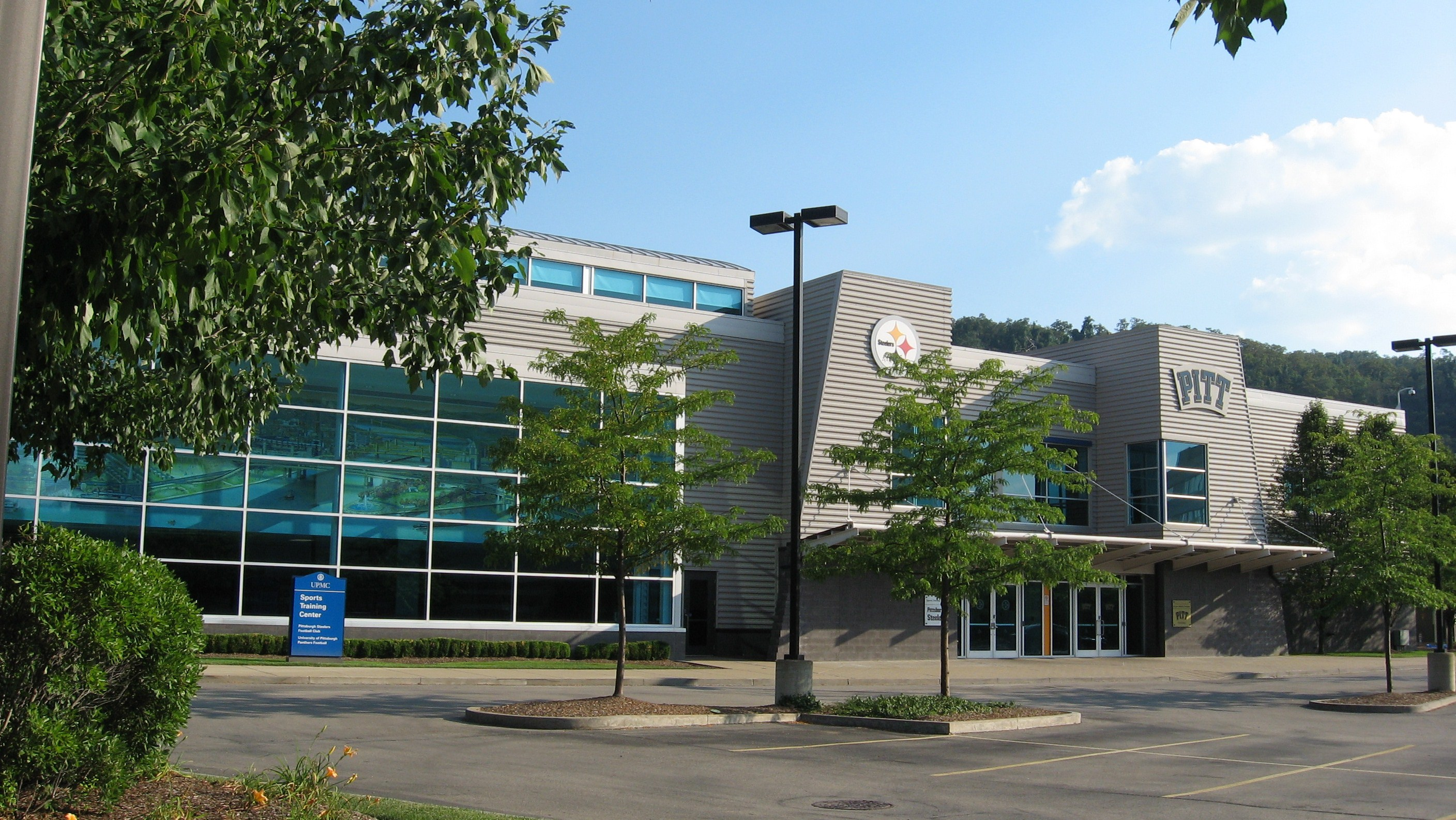
UPMC Sports Performance Complex
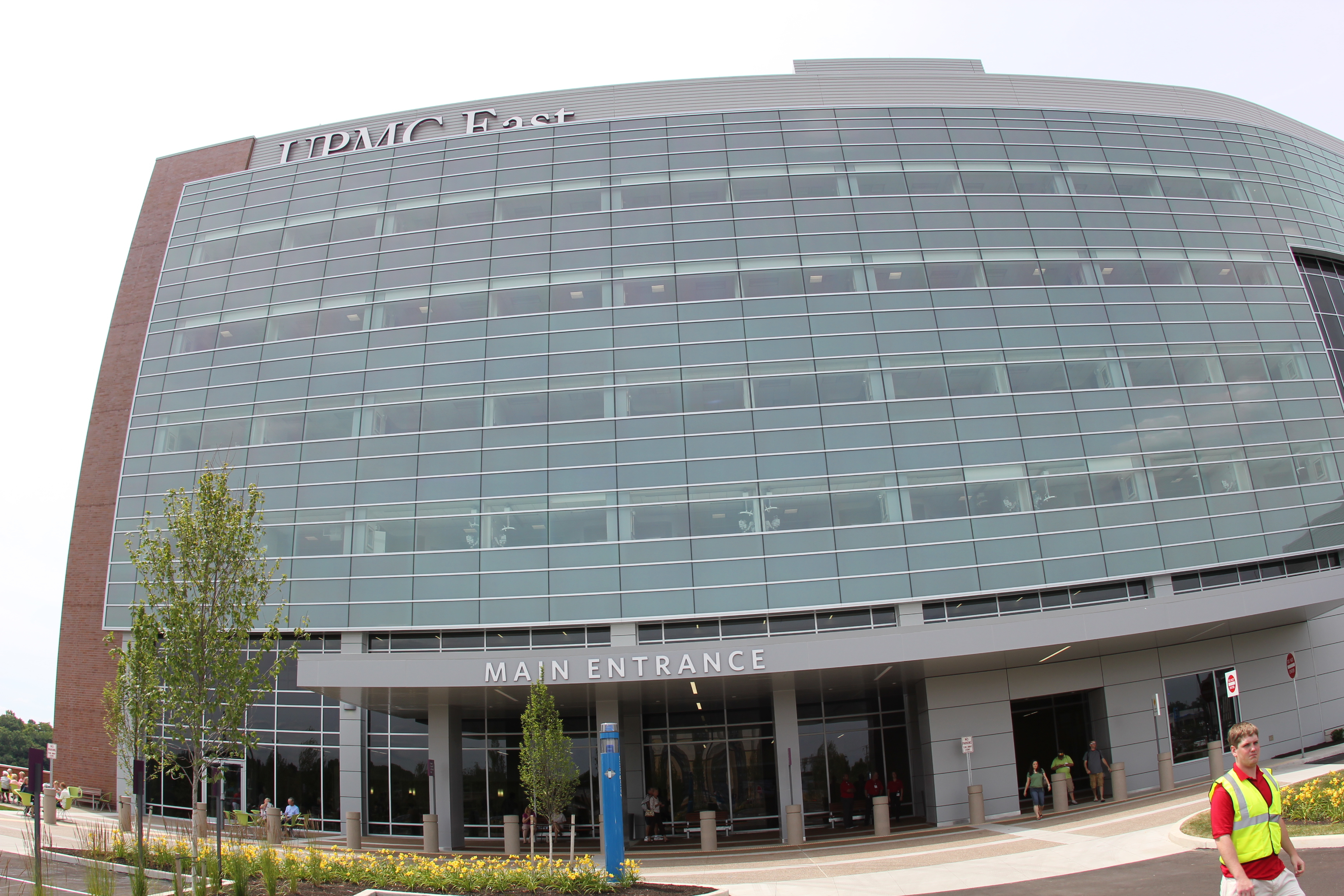
UPMC East

## 主な出身者
- ポール・ラウターバー　ノーベル賞受賞　医師
- フィリップ・ショウォルター・ヘンチ　ノーベル賞受賞　医師
- ワンガリ・マータイ　ノーベル賞受賞　医師
- アンディー・ウォーホール　アメリカ画家ポップアート
- キース・ヘリング　アメリカ画家ポップアート
- レオナルド・ベーカー　ピューリッツァー賞受賞　小説家
- マイケル・カーボン　ピューリッツァー賞受賞　小説家
- 王小波　小説家
- ジーン・ケリー - 映画俳優アカデミー賞受賞
- ロリン・マゼール - 指揮者
- ケニー・ピケット - アメリカンフットボール選手、NFLフィラデルフィア・イーグルス所属
- ラリー・フィッツジェラルド - アメリカンフットボール選手、NFLアリゾナ・カージナルスで活躍
- ダン・マリーノ - アメリカンフットボール選手、NFLマイアミ・ドルフィンズで活躍
- ジム・ネグリッチ - プロ野球選手
- ロバート・ヤマテ - 日系アメリカ人の大使
- ジェロ - 演歌歌手
- 杉本良夫　社会学者、豪州ラトローブ大学名誉教授
- 髙橋晴雄 - 医師、長崎大学名誉教授
- 陳立夫 - 中華民国の政治家。CC派の指導者
- 曽養甫 - 中華民国の政治家・技術官僚。陳立夫の学友
- 松谷有希雄 - 厚生労働省医政局長、国立保健医療科学院長、国際医療福祉大学副学長
- 福田祐典 - 厚生労働省健康局長、国立精神・神経医療研究センター精神保健研究所長
- 占部都美 - 神戸大学名誉教授
- タキエ・スギヤマ・リブラ - ハワイ大学名誉教授
- 藤堂省 - 医師、北海道大学特任教授
- 入山章栄 - 早稲田大学大学院経営管理研究科教授